# Colombie aux Jeux olympiques d'hiver de 2026
La Colombie participera aux Jeux olympiques d'hiver de 2026 à Milan et Cortina d'Ampezzo, en Italie, du 6 au 22 février 2026.

## Athlètes engagés
| Sport       | Hommes | Femmes | Total |
| ----------- | ------ | ------ | ----- |
| Ski de fond | 1      | 0      | 1     |
| Total       | 1      | 0      | 1     |